# Can Callol
Can Callol és una casa del municipi de l'Escala inclosa en l'Inventari del Patrimoni Arquitectònic de Catalunya.

## Descripció
Situada dins del nucli antic de la població de l'Escala, amb la façana principal orientada al carrer del Port i la posterior pel carrer Alfolí.

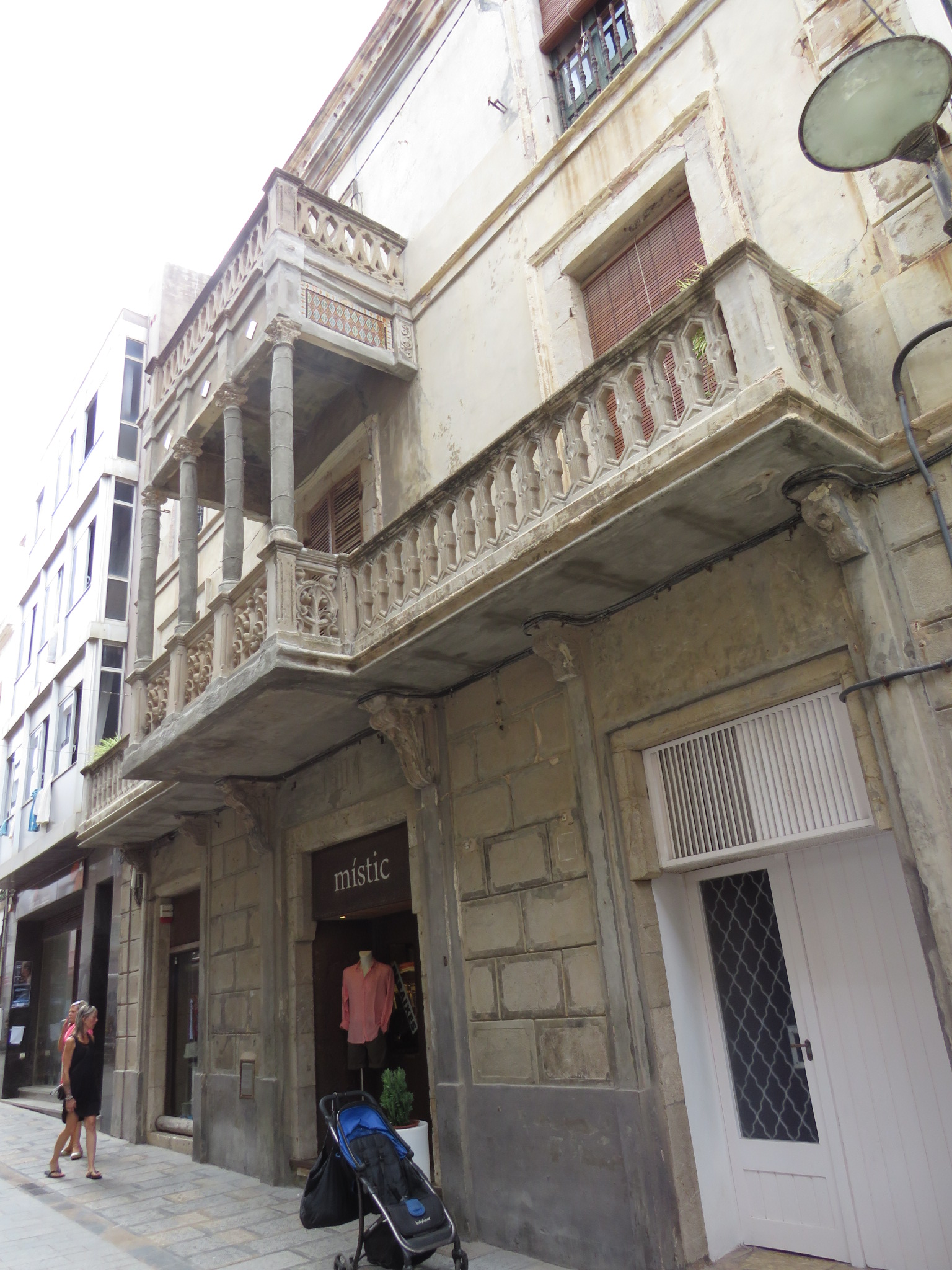
Façana

Edifici de planta rectangular, amb la coberta plana a manera de terrat, distribuïda en planta baixa i dos pisos, amb un altell a l'extrem nord del terrat. La façana principal presenta tres portals rectangulars emmarcats en pedra a la planta baixa. El central presenta la data de construcció, 1901, a la part superior. Al primer pis, tres finestrals també de pedra tenen sortida a un balcó corregut, que a la part central enllaça amb una gran tribuna, amb balcó superior al nivell de la segona planta. Tant la tribuna com el balcó estan sostinguts amb mènsules decorades. La tribuna presenta una barana profusament decorada, damunt la qual hi ha quatre columnes amb capitells d'ordre compost, que sustenten el balcó superior. Aquest està format per un basament d'obra, decorat amb plafons de rajola vidrada, damunt del qual hi ha la barana. Hi té sortida un finestral rectangular, emmarcat amb pedra, i als costats, dues finestres balconeres més, amb barana de ferro. El parament es troba arrebossat, amb imitació de carreuada a la planta baixa. A la façana posterior, destaca el portal d'arc rebaixat adovellat de la planta baixa, un balcó corregut amb barana de ferro treballada al primer pis i tres finestres de llinda plana i emmarcades amb carreus, amb l'ampit motllurat, situades al pis superior. La resta de la façana presenta el mateix parament arrebossat, amb imitació de carreus, que a la façana principal.

## Història
Aquest edifici va ser concebut com a salí. A l'Escala hi ha documentats deu salins o indústries de salaó des del segle xviii.
A la façana principal, sobre la llinda de la porta d'arc a nivell, presenta incisa la data 1901, referent a la inauguració de l'edifici.